# Gà Mugello
Gà Mugello hay còn được gọi là gà Mugginese là một giống gà kiêm dụng lấy thịt gà và trứng gà rất mộc mạc của giống gà nhà hoặc gà Bantam có nguồn gốc từ vùng Toscana, ở miền trung nước Ý. Tên của giống gà này được đặt theo tên của địa danh Mugello, một khu vực ở phía đông bắc của Florence. Nó hiện chưa được chính thức công nhận là giống ở Ý, nhưng đang được xem xét công nhận vì có lịch sử nuôi từ khá lâu.

## Lịch sử
Gà Mugellese được đặt tên theo Mugello, một khu vực lịch sử và nông thôn mở rộng về phía đông bắc của Florence và theo truyền thống tương ứng với các khu vực vùng của Barberino di Mugello, Borgo San Lorenzo, Dicomano, San Piero a Sieve, Scarperia, Vaglia và Vicchio. Nó là một trong số ít giống gà lùn ở Ý, những giống khác là gà Mericanel della Brianza và gà Pépoi. Gà Mugellese là giống gà truyền thống của Toscana, có nguồn gốc không rõ ràng. Nó từng được lưu giữ một cách rộng rãi không chỉ ở vùng nông thôn Tuscan, mà còn trong khu vườn hoặc trên ban công nhà phố, có lẽ là nuôi như một con gà kiểng.
Nó đã được nuôi kiểu truyền thống cho giống ông bà để cung cấp cho một cặp Mugellesi cho một kiểu gà con đã đạt đến một tuổi để chăm sóc cho chúng. Một khi rất phổ biến, nó trở nên hiếm hoi trong nửa sau của thế kỷ 20, nó đang trong giai đoạn phục hồi, chọn lọc và cải tiến. Đầu năm 2012, gà Mugellese không được chính thức công nhận bởi Federazione Italiana Associazioni Avicole, nhưng đang được xem xét cùng với nhiều giống gà đặc trưng khác của nước Ý. Một dự thảo tiêu chuẩn giống gà đã được chuẩn bị trình, nhưng chưa được phê duyệt. 

## Đặc điểm
Màu của giống ga Mugellese là màu vàng sẫm (màu chim đa đa), gà mái cũng có thể là có màu lúa mì da bò. Da chúng có màu trắng và chân có màu nhạt hoặc có màu thịt. Chúng có mồng đơn, với 4-6 điểm. Các thùy tai nằm trong khoảng từ đỏ đến trắng, biến thể cuối cùng được ưu tiên. Trọng lượng trung bình là 0,8 kg (1,8 lb) đối với gà trống, 0,7 kg (1,5 lb) đối với gà mái. Những quả trứng nhỏ và màu trắng ngà. Gà Mugellese là một giống năng động và sinh động. Mặc dù nhỏ, gà trống rất hung hăng đối với những con gà trống khác. Gà mái là những con gà ngoan, và có thể nằm yên gần như quanh năm. Trong quá khứ, gà trống thiến thường được sử dụng để chăm sóc cho con giống. Những con gà mạnh mẽ và chịu được nhiệt và lạnh, và có thể được giữ trong suốt cả năm. Nếu được phép, chúng thường ngủ trên cây.